# Eriastrum sparsiflorum
Eriastrum sparsiflorum là một loài thực vật có hoa trong họ Polemoniaceae. Loài này được (Eastw.) H.Mason mô tả khoa học đầu tiên năm 1945.

## Hình ảnh

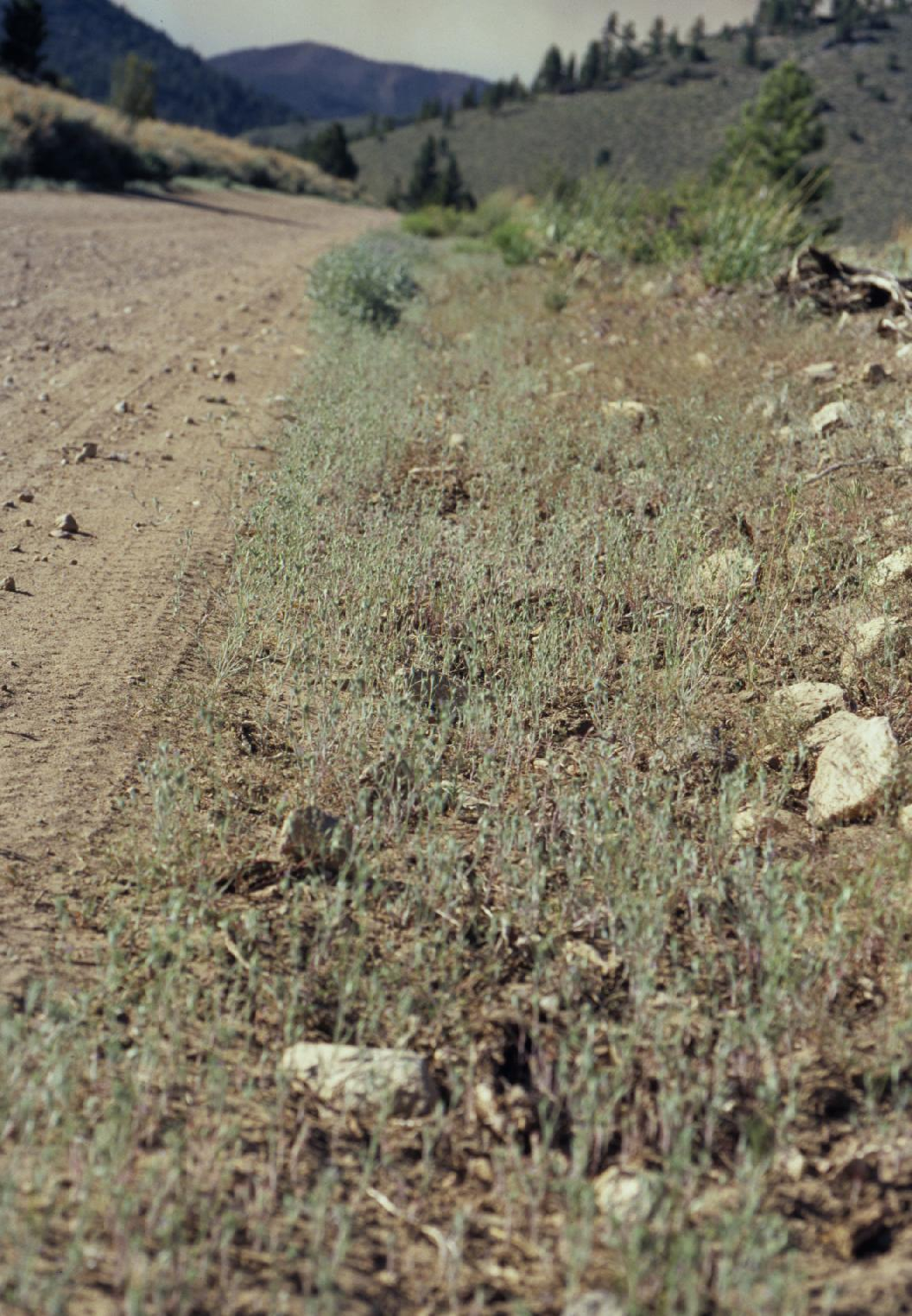